# Ippensen
Ippensen ist eine Ortschaft der Stadt Einbeck im südniedersächsischen Landkreis Northeim.

## Geografie
Das Dorf Ippensen befindet sich im nordöstlichen Teil der Stadt Einbeck. Der Ort ist fast zusammengewachsen mit dem westlich liegenden Nachbarort Garlebsen. Wenige hundert Meter nordöstlich mündet die Aue in die Leine.

## Geschichte
Die erste Erwähnung des Ortes fand im Jahre 1338 statt, damals noch unter dem Namen Ippenhusen. Der Wandel zum jetzigen Ortsnamen fand ein Jahrhundert später, 1429, statt, als das Dorf unter dem Namen Yppensen in den Quellen erstmals auftrat.
Im Zuge der Gebietsreform in Niedersachsen, die am 1. März 1974 stattfand, wurde die zuvor selbständige Gemeinde Ippensen in die Gemeinde Kreiensen eingegliedert. Als Teil dieser Gemeinde wurde Ippensen am 1. Januar 2013 eine Ortschaft der neugebildeten Stadt Einbeck.

## Politik

### Ortsrat
Der Ortsrat, der die Ortschaften Garlebsen, Ippensen und Olxheim gemeinsam vertritt, setzt sich aus fünf Ratsmitgliedern zusammen.
- Wgem. „Drei Dörfer Liste“ Garlebsen-Ippensen-Olxheim: 5 Sitze

(Stand: Kommunalwahl 2021)

### Ortsbürgermeister
Der Ortsbürgermeister ist Hans-Jörg Kelpe (WG).